# 群馬県道298号平塚亀岡線
群馬県道298号平塚亀岡線（ぐんまけんどう298ごう ひらづかかめおかせん）は群馬県伊勢崎市境平塚の群馬県道・埼玉県道14号伊勢崎深谷線の境平塚交差点から太田市亀岡町の群馬県道275号由良深谷線と群馬県道276号新堀尾島線が交差する亀岡町交差点を結ぶ県道である。旧：「尾島平塚線」

## 概要
2004年（平成16年）12月20日に新道が開通し、終点場所が尾島町尾島（現・太田市尾島町）から亀岡（現・太田市亀岡町）に変更された。なお、旧道である尾島町から亀岡町の現道との交差点の区間は市道に格下げされた（一部は群馬県道275号由良深谷線となっている）。尾島小学校付近の旧道区間（現在は市道）に県道標識が1つ残っていたが、2009年末から2010年初頭頃に撤去された（正確な時期は不明）。

### 路線データ
- 起点：伊勢崎市境平塚（群馬県道14号伊勢崎深谷線〈境平塚交差点〉）
- 終点：太田市亀岡町（群馬県道275号由良深谷線〈亀岡町交差点〉）

## 歴史
- 1972年（昭和47年）3月31日：群馬県より、前身にあたる県道平塚尾島線（佐波郡境町大字平塚 - 新田郡尾島町、整理番号240）として路線認定される[1]。

## 交差する道路
- 群馬県道275号由良深谷線・群馬県道276号新堀尾島線（太田市亀岡町、亀岡町交差点）
- 国道17号 上武道路（太田市阿久津町、阿久津交差点）
- 群馬県道・埼玉県道14号伊勢崎深谷線（伊勢崎市境平塚、境平塚交差点）